# Walter Graf
Pour les articles homonymes, voir Graf.
Walter Graf, né le 3 mars 1937 à Zurich et mort le 2 février 2021 à Lausanne[réf. nécessaire], est un bobeur suisse notamment médaillé de bronze en bob à quatre aux Jeux olympiques d'hiver de 1968.

## Carrière
Walter Graf participe aux Jeux olympiques d'hiver de 1968 organisés à Grenoble en France en bob à quatre avec Hans Candrian, Willi Hofmann et Jean Wicki dans le bob Suisse I. Après une septième place dans la première manche, il est le plus rapide dans la seconde manche et se classe finalement troisième derrière les bobs Italie I et Autriche I.

## Palmarès

### Jeux Olympiques
- : médaillé de bronze en bob à 4 aux JO 1968.